# Марьино (Талдомский городской округ)
Марьино — упразднённая деревня в  Московской области России. Ныне — незаселённая территория деревни Головково-Марьино в Талдомском городском округе.

## География
Расположена была на правом берегу впадающей в Волгу реки Дубны.  

## История
По данным 1905 года сельцо Марьино входила в состав Нушпольской волости Александровского уезда Владимирской губернии, на 8 дворах проживали 67 человек.
15 августа 1921 года Нушпольская волость вошла в состав Ленинского уезда Московской губернии.
Постановлением президиума Моссовета от 31 марта 1923 года вместе с частью селений Нушпольской волости была включена в состав Гарской волости Ленинского уезда Московской губернии.
По материалам Всесоюзной переписи населения 1926 года Марьино — деревня Стариковского сельского совета Гарской волости Ленинского уезда, проживало 38 жителей (17 мужчин, 21 женщина), насчитывалось 10 хозяйств.
С 1929 года — в составе Ленинского района Кимрского округа Московской области.
Постановлением ЦИК и СНК от 23 июля 1930 года округа́ как административно-территориальные единицы были ликвидированы. Постановлением Президиума ВЦИК от 27 декабря 1930 года городу Ленинску было возвращено историческое наименование Талдом, а район был переименован в Талдомский.
На картах Генштаба конца 1980-х гг. соседние деревни Головково и Марьино обозначены как единый населённый пункт Головково-Марьино Павловического сельсовета.
Объединённая деревня постепенно обезлюдела.

## Население
Население (данные по деревне Головково-Марьино)
| 1859 | 1905 | 1926 | 2002 | 2006 | 2010 |
| ---- | ---- | ---- | ---- | ---- | ---- |
| 190  | ↘115 | ↗170 | ↘10  | ↘0   | ↗1   |